# Vote préférentiel
Ne doit pas être confondu avec Vote à second tour instantané.
Le vote préférentiel est une modalité du scrutin proportionnel plurinominal dans lequel les électeurs peuvent voter pour un ou plusieurs candidats sur une ou plusieurs listes. Le nombre de sièges est réparti proportionnellement entre les listes, puis les sièges obtenus par chaque liste sont distribués entre les candidats en fonction de leur score personnel.

## Pays pratiquant le vote préférentiel
En Europe, 19 États membres de l'Union sur 27, dont l'Italie, les Pays-Bas ou la Belgique, utilisent, sous diverses variantes, un système de vote préférentiel qui permet aux électeurs de choisir une liste mais aussi un ou plusieurs candidats.
L’Irlande et Malte, procèdent à un « vote unique transférable » : chaque électeur classe les candidats par ordre de préférence. Ceux qui ont obtenu le plus de premiers choix sont élus d’emblée, ensuite les moins bien classés sont éliminés et leurs voix sont réparties entre les autres candidats, et cela en plusieurs tours, jusqu’à ce que tous les sièges soient pourvus.
En Suisse, la plupart des élections aux parlements fédéraux, cantonaux et communaux se déroule sur un mode de vote préférentiel. Chaque électeur peut barrer des noms sur une liste, doubler des noms et ajouter à une liste existante des noms d'autres listes. La seule contrainte est que pour un parlement de 100 places, l'électeur n'a que 100 voix (y compris les votes doubles). Un électeur peut aussi laisser des places vides. Les voix vides sont alors attribuées à la liste pour le nombre de sièges mais ne sont pas utilisés pour les scores personnels.
L'Algérie adopte, dans sa loi électorale de 2021, un vote préférentiel sur une liste ouverte sans panachage pour les élections législatives et municipales.
En France, la loi électorale du 5 octobre 1946 (article 15) permettait aux électeurs de modifier l'ordre d'inscription des candidats sur les listes en inscrivant un numéro d'ordre en face du nom d'un, de plusieurs ou de tous les candidats de la liste selon la formule du vote préférentiel. Ce n'est plus le cas.